# Оєштій-Пеминтень
Оєштій-Пеминтень, Оєштій-Пеминтені (рум. Oeștii Pământeni) — село у повіті Арджеш в Румунії. Входить до складу комуни Корбень.
Село розташоване на відстані 145 км на північний захід від Бухареста, 46 км на північ від Пітешть, 122 км на північний схід від Крайови, 86 км на південний захід від Брашова.

## Населення
За даними перепису населення 2002 року у селі проживали 1376 осіб, усі — румуни. Усі жителі села рідною мовою назвали румунську.